# قرص مضغوط قابل لإعادة الكتابة
القرص المضغوط القابل لإعادة الكتابة (بالإنجليزية: Compact Disc ReWritable)‏ (يشار له بالاختصار CD-RW) هو قرص ضوئي يستخدم لتخزين البيانات ويمتاز عن القرص المضغوط المعتاد بأنه قابل لمسح محتوياته ولإعادة الكتابة.
تم تقديم القرص المضغوط القابل لإعادة الكتابة لأول مرة عام 1997.